# Příhrazská vrchovina
Příhrazská vrchovina je geomorfologický podokrsek v západní části Vyskeřské vrchoviny, ležící v okrese Mladá Boleslav Středočeského kraje. Území podokrsku se rozkládá zhruba mezi sídly Kněžmost na jihozápadě, Boseň na západě, Olšina na severozápadě, Žehrov na severovýchodě a Srbsko na východě. Část území je chráněna jako PR Prachovské skály, celé území pak náleží do CHKO Český ráj.

## Charakter území

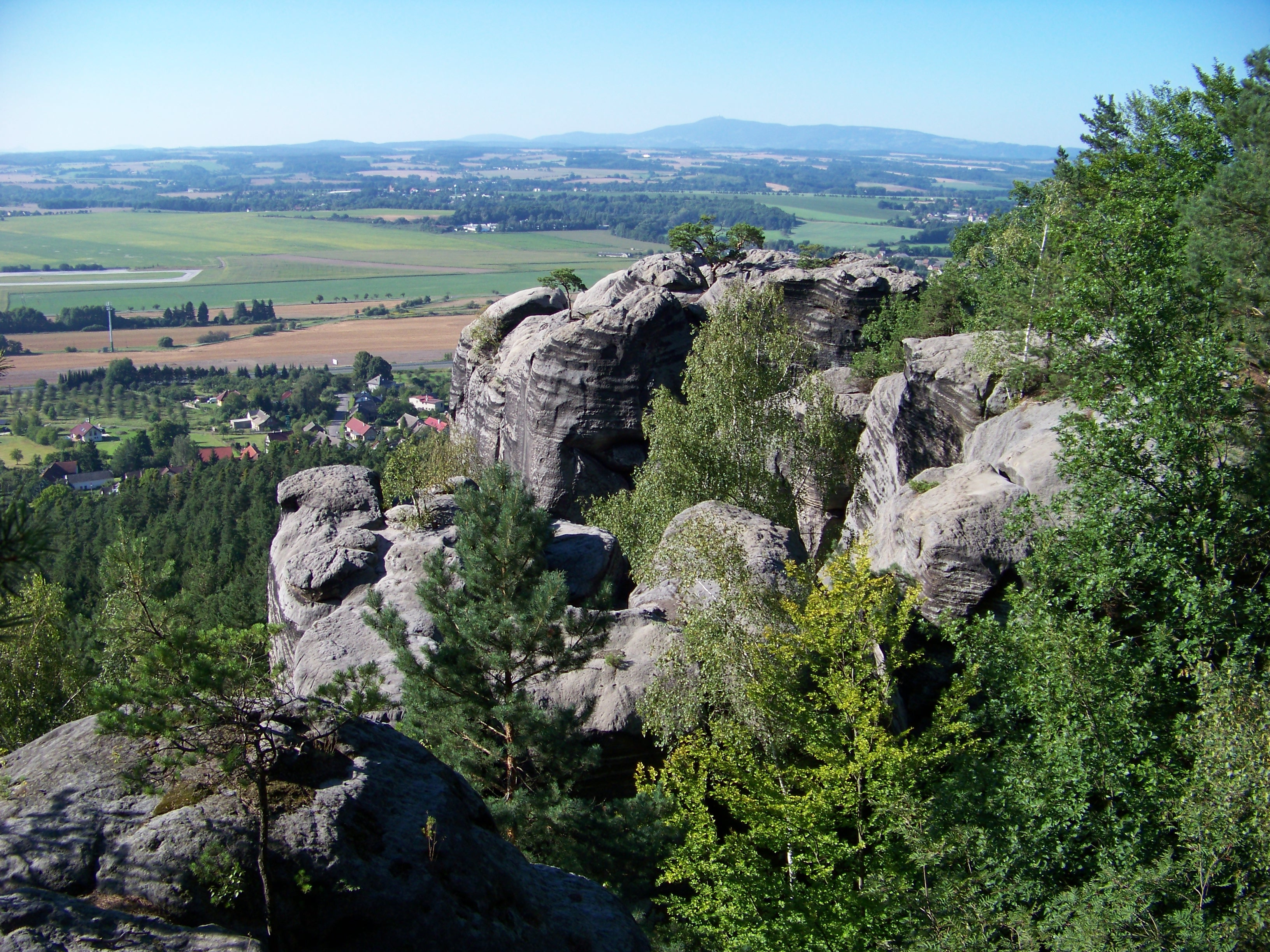
Skalní město Příhrazské skály

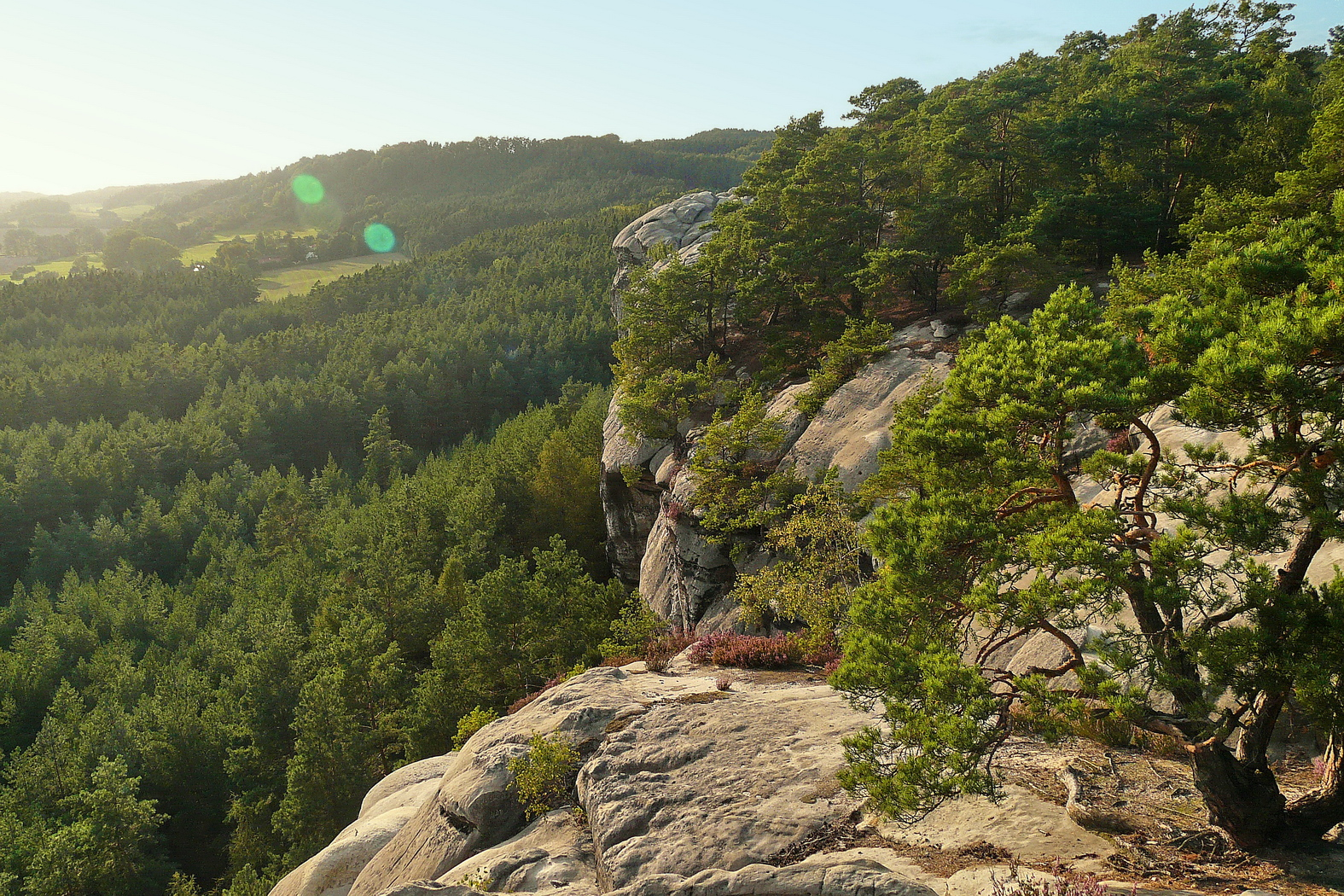
Skalní stěny Sokolky nad Srbskou kotlinou

Příhrazská vrchovina jako výrazná tabulovitá vyvýšenina vystupuje na západě a na severu nápadně nad níže položenou Mnichovohradišťskou kotlinu. Její povrch se celkově sklání od severozápadu k jihovýchodu. Zatímco na sz. okraji je vrchovina omezena hranou ležící v nadmořské výšce kolem 400 m, v jihovýchodní části leží okrajová hrana většinou kolem nadmořské výšky 320 m. Nejvyšší úroveň dosahuje vrch Mužský s 463 m, nejnižší místo s výškou 239 m je u rybníka Oběšenec.
Společně se sousední Kosteckou pahorkatinou jde o tektonickou kru, jež je na severovýchodě ohraničena zlomem v údolí Žehrovky, zatíco jižní a jihovýchodě omezení tvoří střehomský zlom.
Převážná část území je budována křídovými kvádrovými křemennými pískovci s neobyčejnou rozmanitostí tvarů zvětrávání a odnosu. Pískovce tvoří i skalní města, nejnápadnější z nich je skalní město Příhrazské skály se 178 věžemi. Na území je několik zřícenin skalních hradů, nejznámější jsou Drábské světničky a Valečov, dále jsou tu Klamorna, Stará hrada a Hynšta.
V miocénu byly křídové sedimenty proraženy produkty vulkanické činnosti. Doložené jsou výskyty
žilných těles i vypreparovaných přívodních komínů. Pravé žíly se vyskytují především v jv. části
Příhrazské vrchoviny v prostoru mezi hájenkou Bellevue a Vepřskem. Sledují tektonické zlomové linie krušnohorského směru (ZJZ–VSV).
Příhrazská vrchovina je postižena rozsáhlými starými i současnými svahovými pohyby. V severozápadní části vrchoviny se vyskytují nejpříznivější strukturní podmínky pro vývoj hluboce založených sesuvných i plouživých pohybů. Zvýšená pozornost zdejším sesuvům je věnována od roku 1926. Dne 27. června toho roku vznikl rozsáhlý sesuv, který zničil podstatnou část vsi Dneboh, včetně silnice do Olšiny.
Pro Příhrazskou vrchovinu jsou příznačné stezky vedoucí širokými rozsedlinami, skalní brány (druhá největší v ČR na Vepřsku) a lomený skalní oblouk u Vránov.

## Geomorfologické členění
Podokrsek Příhrazská vrchovina náleží do celku Jičínská pahorkatina, podcelku Turnovská pahorkatina a okrsku Vyskeřská vrchovina. Dále se člení na tři části: převážnou Slivickou, Boseňskou na západě a Srbskou kotlinu na jihovýchodě. Vrchovina sousedí s dalším podokrskem Vyskeřské vrchoviny – Kosteckou pahorkatinou na východě a jihu. Dále sousedí s okrskem Mnichovohradišťská kotlina na západě a severu.

## Významné vrcholy
Nejvyšším vrcholem Příhrazské vrchoviny je Mužský (463 m n. m.). Všechny významné vrcholy patří do Slivické části.
- Mužský (463 m)
- Hrada (404 m)
- Kobylí hlava (391 m)
- Vepřsko (363 m)
- Smrkovec (352 m)
- Sokolka (322 m)